# Симфонический оркестр Бельгийского радио
Симфонический оркестр Бельгийского радио (фр. Orchestre Symphonique De La R.T.B. — B.R.T., нидерл. Groot Symfonie-Orkest Van De B.R.T. — R.T.B.) — бельгийский симфонический оркестр, действовавший с начала 1930-х гг. до 1978 года.
С созданием в 1930 году в Бельгии Национального института радиовещания (нидерл. Nationaal Instituut voor de Radio-omroep), который 1 февраля 1931 года начал регулярное эфирное вещание, под патронатом этой организации начали формироваться и музыкальные коллективы. В первой половине 1930-х гг. так или иначе действовали Большой симфонический оркестр Национального института радиовещания (нидерл. Groot Symfonisch Orkest van het N.I.R.), исполнявший серьёзную музыку под руководством Даниэля Дефо, Франца Андре, Артура Мелеманса, и созданные в 1932 г. Радиооркестр и Малый оркестр, предназначенные для более лёгкого репертуара. С 1935 г. началось упорядочение этой системы, и в 1936 г. на основе всех трёх коллективов был создан единый Симфонический оркестр Бельгийского радио, который на долгие годы возглавил Франц Андре.
Под руководством Андре оркестр осуществил ряд важных премьер, в том числе кантаты Игоря Стравинского «Звездоликий» (1939), симфонических поэм Шарля Кеклена «Закон джунглей» и «Бандарлоги» из цикла «Книга джунглей» по Редьярду Киплингу (1946), Второй партиты для фортепиано с оркестром Александра Тансмана (1947, солистка Колетт Крас), Седьмой симфонии Дариуса Мийо (1955), концерта для ударных с оркестром Андре Жоливе (1959), а также первое европейское исполнение Концерта для оркестра Белы Бартока. Были сделаны и многочисленные записи. С 1951 года оркестр регулярно участвовал в финальных концертах Международного конкурса имени королевы Елизаветы. Оркестр отличала приверженность музыке европейского модернизма и готовность к сотрудничеству с современными бельгийскими композиторами.
В 1958 г. Андре уступил место руководителя своему ассистенту Даниэлю Стернефельду (возглавлявшему оркестр до 1970 года), а в 1960 г. само бельгийское телерадиовещание разделилось на две отдельных институции — валлонскую и фламандскую. В 1977 г. прекратил своё существование и единый музыкальный коллектив, его последним руководителем с 1973 г. был Ирвин Хофман. Из прежнего состава музыкантов были набраны два разных оркестра, предназначенные для работы соответственно на франкоязычном и нидерландоязычном вещании; первый из коллективов возглавил Эдгар Донё, второй — Фернан Терби.